# Awaous lateristriga
Awaous lateristriga es una especie de peces de la familia de los Gobiidae en el orden de los Perciformes.

## Morfología
Los machos pueden llegar a alcanzar los 26,4 cm de longitud total.

## Distribución geográfica
Se encuentra desde el Senegal hasta el río Cunene (Angola), incluyendo las islas del Golfo de Guinea.

## Observaciones
Es inofensivo para los humanos.